# Bescheidene Helden
Bescheidene Helden (japanisch ちいさな英雄－カニとタマゴと透明人間－ Ponoc Tanpen Gekijō: Chiisana Eiyū) ist ein japanischer Episodenfilm des Studio Ponoc aus dem Jahr 2018. Die aus drei kurzen Anime-Filmen bestehende Produktion wurde international auf Netflix veröffentlicht.

## Inhalt

### Kanini & Kanino
Die beiden anthropomorphen Krabbenkinder Kanini und Kanino leben zusammen mit ihrem Vater in einem kleinen Bach im Wald. Ihre Mutter ist vor einiger Zeit von ihnen gegangen, als sie hochschwanger war. Bei einem Sturm droht dann auch eines der Kinder, von der Strömung weggerissen zu werden. Als er es rettet, wird stattdessen der Vater weggetrieben. Die beiden Kinder machen sich auf, ihren Vater zu finden. Als sie ihn endlich erreichen, müssen sie gemeinsam gegen einen riesigen Fisch bestehen, der sie fressen will. Als sie nach dieser Prüfung zu ihrem heimischen Stein zurückkehren, kehrt auch die Mutter mit vielen Neugeborenen zurück.

### Life Ain’t Gonna Lose
Der Junge Shun hat seit Geburt eine Allergie gegen Eier, die immer wieder sein Leben bedroht. Er und seine Mutter haben langsam und unter vielen Anstrengungen gelernt, damit umzugehen. Auch wenn viele in ihrem Umfeld Rücksicht nehmen, droht doch immer wieder die Gefahr, dass der Junge in irgendeinem Lebensmittel verborgenes Ei isst. Auch deshalb traut er sich nicht mit, als seine Mutter ihn auf den Ausflug seiner Kindertagesstätte mitschicken will. Dann kommt es tatsächlich zu einem Notfall. Doch ihm kann rechtzeitig geholfen werden. Beide schwören sich, alles zu tun, dass Shun eines Tages Eier essen kann.

### Invisible
Ein unsichtbarer Mann wird nicht nur von keinem gesehen, sondern gänzlich von seinen Mitmenschen ignoriert. Er hat auch kein eigenes Gewicht, sodass er ständig etwas mit sich schleppen muss, um nicht davonzuschweben. Die Nichtbeachtung durch seine Umgebung macht ihm das Leben seelisch wie auch praktisch schwer. Als ihm dann sein Gewicht abhandenkommt, wird er auch noch von einem Sturm durch die Luft gewirbelt. Schließlich trifft er am Flussufer, wo er nach diesem Erlebnis frustriert hockt, einen Blinden – den ersten Menschen, der ihn zur Kenntnis nimmt. Davon wieder mit Leben erfüllt, erhält er gleich die Gelegenheit, auch anderen zu helfen, und rettet ein im Kinderwagen davonrollendes Baby davor, überfahren zu werden.

## Produktion und Veröffentlichung
Der Film entstand bei Studio Ponoc, jeder Teil mit einem anderen Team. Kanini & Kanino stammt von Regisseur und Drehbuchautor Hiromasa Yonebayashi, die Musik komponierte Takatsugu Muramatsu und das Charakterdesign entwarf Akihiko Yamashita. Die künstlerische Leitung lag bei Uken Ryū. Die Computeranimationen entstanden unter der Leitung von Koji Kasamatsu. Bei Life Ain’t Gonna Lose führte Yoshiyuki Momose Regie, schrieb das Drehbuch und entwarf die Charakterdesigns. Die Musik komponierte Masanori Shimada und die künstlerische Leitung lag bei Kaori Hino. Für Invisible war Akihiko Yamashita für Regie und Drehbuch verantwortlich, Yasutaka Nakata komponierte die Musik. Akihiko Yamashita entwarf die Charaktere. Für alle Filme fungierte Yoshiaki Nishimura als Produzent. Das Abspannlied ist Chiisana Eiyū von Kaela Kimura.
Am 24. August 2018 kam der insgesamt 53 Minuten lange Episodenfilm in die japanischen Kinos. Es folgten Vorführungen auf internationalen Festivals, erstmals beim Animation is Film in den USA. 2019 wurde der Anime bei Netflix international in diversen Übersetzungen veröffentlicht, darunter auch mit deutscher Synchronfassung.

## Synchronisation
Die deutsche Synchronisation entstand bei SDI Media unter der Regie und nach einem Dialogbuch von Karl Waldschütz.
| Rolle        | japanischer Sprecher (Seiyū) | deutscher Sprecher |
| ------------ | ---------------------------- | ------------------ |
| Kanini       | Fumino Kimura                | Bettina Kenney     |
| Kanino       | Rio Suzuki                   | Melinda Rachfahl   |
| Shun         | Sōta Shinohara               | Philip Süß         |
| Mutter       | Machiko Ono                  | Giuliana Jakobeit  |
| Unsichtbarer | Joe Odagiri                  | Rainer Fritzsche   |
| Blinder      | min Tanaka                   | Michael Bauer      |